# Y2k還襯我麼？
y2k還襯我麼？是香港女歌手鍾柔美於2023年推出的粵語單曲，由T-Ma、Claudia Koh、朱琳作曲，朱琳填詞。

## 創作與製作
無綫電視《聲夢傳奇》出身的少女歌手鍾柔美擅長跳唱，此歌亦是她所擅長舞曲。此歌以近年再度興起的Y2K年代（1990年代末至2000年代初）時尚風格為題，藉此反思表現自我獨特個性的重要。
此歌是鍾柔美的第三首單曲，與前兩作Breakin' My Heart及wanna be close to u一樣，均由音樂人T-ma擔任監製、編曲及參與作曲，因而被視作三部曲。
無綫電視旗下音樂廠牌愛爆音樂安排y2k還襯我麼？與另一少女歌手姚焯菲（與鍾柔美同屬旗下女團After Class成員）的這個姿態同日推出，兩歌在宣傳中合稱「Summer Day and Night」系列，其中y2k還襯我麼？象徵「Day」（日），這個姿態象徵「Night」（夜）。

## 音樂影片
音樂影片於彩虹邨、九龍城、近年興起的懷舊滾軸溜冰場等地方取景。當中鍾柔美有三種造型，並起用新的排舞師，嘗試新的舞蹈風格。

## 發行及宣傳
y2k還襯我麼？於2023年7月14日由愛爆音樂派至各電台，7月18在各音樂串流平台數碼發售（與這個姿態同日）。
此歌推出後，為配合宣傳歌曲主題，鍾柔美發表了一段以Y2K年代多首香港舞曲為背景音樂的舞蹈影片，包括鄭希怡的相對濕度、VRF的寒冰掌、古天樂的今期流行、麥浚龍的愛上殺手、東方魅力旗下多個組合合唱的魅力移動，其中魅力移動更邀來當時原唱者E-kids成員林詠倫（Alan）及EO2成員洪智傑（Osman）一起跳舞。